# مايلز فيرغسون
مايلز فيرغسون هو ممثل كندي، ولد في 3 يناير 1981 بفانكوفر في كندا، وتوفي في 29 سبتمبر 2000.

## أعمال

### مسلسلات
- الملفات الغامضة

## وصلات خارجية
- مايلز فيرغسون على موقع IMDb (الإنجليزية)
- مايلز فيرغسون على موقع ألو سيني (الفرنسية)
- مايلز فيرغسون على موقع أول موفي (الإنجليزية)
- مايلز فيرغسون على موقع قاعدة بيانات الأفلام السويدية (السويدية)
- مايلز فيرغسون على موقع قاعدة بيانات الفيلم (الإنجليزية)
- مايلز فيرغسون على موقع كينوبويسك (الروسية)